# Nevada (rose)
Pour les articles homonymes, voir Nevada (homonymie).
 ‘Nevada’ est le nom d'un cultivar de rosier créé en 1927 par le rosiériste espagnol, Pedro Dot (1885-1976). 

## Caractéristiques
C'est un rosier arbuste d'une hauteur de 1,8 mètre, aux  fleurs presque simples, de couleur blanc crème, légèrement rose sur le revers des pétales en début de floraison. Les boutons sont roses. La floraison, très abondante au printemps, est remontante, mais moins spectaculaire par la suite.
Cet hybride serait  le résultat d'un croisement entre ‘La Giralda’ (rosier thé) et l'espèce Rosa moyesii. Il a donné naissance à 'Marguerite Hilling' de couleur rose pâle.